# Ambassade du Congo en Israël
L'ambassade du Congo en Israël est la représentation diplomatique de la République du Congo auprès de l'État d'Israël. Elle est située à Tel Aviv et son ambassadeur est depuis 2013 Jean-Marie Ngakala.

## Histoire
Les premiers contacts entre la République du Congo et l'État d'Israël ont eu lieu dès 1960. C'est ainsi que du 21 au 27 août 1960, le Président congolais Fulbert Youlou effectue une visite officielle à Jérusalem.
Le 9 novembre 1960, Yerachmiel Ram Yaron est nommé au poste d'ambassadeur extraordinaire et plénipotentiaire d'Israël en République du Congo,.
C'est pour cette raison que la date du 9 novembre 1960 est considérée comme la date officielle de l'établissement des relations diplomatiques entre la République du Congo et l'État d'Israël.
Le 3 août 1962, les relations diplomatiques entre la République du Congo et l'État d'Israël sont renforcées par la signature d'un traité d'amitié israélo-congolais lors de la visite officielle du Président Yitzhak Ben-Zvi à Brazzaville ,.
Le 14 décembre 1962, Paul Taty, diplômé de l'École nationale de la France d'outre-mer et ancien administrateur civil de l'Afrique Equatoriale Française, est nommé en qualité d'ambassadeur extraordinaire et plénipotentiaire de la République du Congo auprès de l'État d'Israël.
Le 25 février 1963, Paul Taty présenta ses lettres de créance au Président Yitzhak Ben-Zvi. L'ambassade du Congo étant alors installée au sein de locaux situés au 18 Rehov Balfour dans le quartier cossu de Réhavia à Talbiyé, dans le centre-ville de Jérusalem Ouest, à proximité immédiate de Beit Aghion, la résidence officielle du Premier ministre d'Israël,.
Les relations diplomatiques entre les deux États furent rompues en novembre 1972, avant d'être rétablies en juillet 1991,,.
L'ambassade du Congo se trouve actuellement au 9 Maskit street à Tel Aviv, comme la plupart des représentations diplomatiques.

## Consulat
La République du Congo ne dispose que de la section consulaire de son ambassade, située au 9 Maskit street à Tel Aviv.

## Ambassadeurs du Congo en Israël
Paul Taty fut ainsi le premier ambassadeur du Congo en Israël.
Parmi les ambassadeurs et chefs de mission successifs, figurent notamment Joseph Makosso, Elie Dinga, Gabriel Egenbou, Maurice Akouala, Pierre-Michel Nguimbi, David Madouka et Guy-Nestor Itoua, de 2006 à 2013.